# Градско (община)
Гра́дско (макед. Општина Градско) — община в Республике Македония. Расположена в центре страны. Население составляет 3760 человек (2002 год).
Административный центр — село Градско.
Площадь территории общины 236,19 км².
Граничит с общинами Республики Македонии:
- на западе — с общиной Чашка;
- на северо-западе — с общиной Велес;
- на севере — с общиной Лозово;
- на северо-востоке — с общиной Штип;
- на юго-востоке — с общиной Неготино;
- на юге — с общиной Росоман.

В состав общины входят 16 сёл: Виничани, Водоврати, Горно-Чичево, Градско, Грнчиште, Двориште, Долно-Чичево, Згрополци, Кочилари, Куридере, Ногаевци, Подлес, Свекьяни, Скачинци, Убого и Уланци.
Этническая структура населения в общине:
- македонцы — 2924 чел. (77,77 %);
- боснийцы — 465 чел. (12,37 %);
- цыгане — 127 чел. (3,38 %);
- албанцы — 125 чел. (3,32 %);
- турки — 71 чел. (1,89 %);
- сербы — 23 чел. (0,61 %);
- остальные — 25 чел. (0,66 %).